# محمود السيسي (مخرج)
محمود السيسي، فنان مصري، عمل بمجال الإخراج، كمساعد مخرج في العديد من الأعمال الفنية التي انتجتها السينما المصرية منذ الستينات وحتى وفاته في العقد الأخير من القرن العشرين و عمل كمخرج منفذ كما قام بإنتاج فيلم (خادمة ولكن) عام 1993 ؛ وهو والد محمد السيسي مدير الإنتاج باتحاد الإذاعة والتليفزيون المصري.

## أعمال هامة
وقد شارك محمود السيسي في العديد من الأعمال الفنية، التي تعد من علامات السينما المصرية، مثل: فيلم الجوع، وفيلم العش الهادئ، وفيلم الصبر في الملاحات.

## كبار المخرجين
عمل محمود السيسي، كمساعد مخرج، للعديد من كبار مخرجى السينما المصرية، ومن بينهم: على بدرخان، ويحيى العلمى، وعاطف سالم، وفطين عبد الوهاب، وعادل صادق، وأحمد يحيى.

## فنانون
قام ببطولة الأعمال الفنية التي شارك فيها محمود السيسي، العديد من نجوم الفن المصري، ومنهم: سعاد حسنى، ومحمود عبد العزيز، ويسرا، وعادل إمام، وسميرة أحمد، وأحمد مظهر، ومحمد عوض، ومحمود ياسين، ونبيلة عبيد، وشكرى سرحان، ونور الشريف، وسهير المرشدي، وعزت العلايلي، ومديحة كامل، ونيللي، ومحمود المليجي، ونادية الجندي، وحسين فهمي، وفريد شوقي، وفاروق الفيشاوي، وكمال الشناوي.

## من أعماله
- أكاذيب حواء (1969)
- بنات في الجامعة (1971)
- العنكبوت (1973)
- مدينة الصمت (1973)
- العش الهادئ (1976)
- شباب يرقص فوق النار (1978)
- القرش (1981)
- الذئاب (1983)
- الجوع (1986)
- الصبر في الملاحات (1986)
- آسف..لا يوجد حل (1987)
- عزبة الصفيح (1987)
- غريب في الميناء (1995)

## روابط خارجية
- محمود السيسي على موقع قاعدة بيانات الأفلام العربية